# Ježená
Ježená (německy Jesau) je obec v okrese Jihlava v Kraji Vysočina. Žije zde 127 obyvatel.

## Název
Název se vyvíjel od varianty Jesena (1226), Jezena (1359), v Jezenej (1437), Gezena (1486), Gezienau (1596), Gessaw (1654, 1675), Jesau (1787), Jesau a Jezina (1843, 1854). Místní jméno vzniklo z přídavného jména ježená a znamenalo naježená, neurovnaná či rozčepýřená.

## Historie
První písemná zmínka o obci pochází z roku 1226. Půdorysné uspořádání obce svědčí o tom, že vznikla asi koncem 12. století jako lesní návesní ves po obou stranách potoka Jeziny. Prvním písemným dokumentem o její existenci je listina papeže Honoria z roku 1226, kterou potvrzuje želivskému klášteru vlastnictví 64 vesnic, mezi nimi i Ježené. V roce 1233 je Jezina jmenována v listině Václava l., v níž panovník rozhoduje ve sporu o les Borek. Fotokopie obou těchto listin jsou k dispozici v příloze obecní kroniky.
Původně česká ves byla ale ve 13. století v době „stříbrné horečky“ osazena německými kolonisty. Zbytky stříbrných šachet ze čtyřicátých let 13. století jsou dodnes k vidění na hranicích katastru obce Ježené s Rounkem v lesích. V této době má také původ jihlavský německý jazykový ostrůvek – Ježená, Jiřín, Rounek, Německá Vyskytná. V majetku želivského kláštera ves zůstala od nejstarší zprávy v roce 1226 až do 15. století, kdy po husitských válkách po rozdělení církevního majetku připadla pánům Trčkům z Lípy a byla připojena lipnickému k panství. Trčkové Ježenou s celým okolím prodali roku 1596 městu Jihlavě, v jehož majetku zůstala až do roku 1849.
Ves původně patřila k rychtě ve Vyskytné a v urbáři z roku 1554 je jmenováno 13 majitelů usedlostí, vystavěných kolem dolní návsi. Ty odváděly každá 9 kop a 4 groše úroků, roku 1606 také ještě vánoční plat 36 grošů a 3 kopy 30 grošů výčepného ze čtrnácti sudů piva. Po třicetileté válce už bylo v obci jen 9 usedlostí – platily 6 kop 27 grošů. V polovině 18. století činil domovní úrok ročně 14 zlatých a 28 krejcarů, výčepné 46 krejcarů, desátek 17 krejcarů a 6 kapounů. V té době muselo osm zdejších sedláků robotovat čtyři dny v týdnu trojspřežím, tři sedláci čtyři dny dvojspřežím a bylo 208 dní pěší roboty.
Obec mívala tři mlýny – Frühaufův (Hlaváčkův) mlýn v objektu číslo 1, v čísle 4 a v čísle 11 doložené od 16. století. V čísle 11 bývala dříve výroba potaše – Husárna – byla zrušena 1880. Od roku 1855 do roku 1878 byla v čísle 11 palírna lihu a od roku 1880 škrobárna, která v roce 1922 vyhořela. Celková výměra obecního katastru tehdy byla 446 ha. Obec vlastnila svůj les i lom. Od roku 1775 stojí v obci kaple sv. Jakuba – původní zvonek z roku 1782 byl v první světové válce zabaven – dnešní zvonek je z roku 1922.
Přifařena a přiškolena byla původně k Vyskytné, od roku 1866 byla školou přidělena k Jiřínu, od roku 1885 k Hubenovu. V roce 1900 byla v Ježené v rozdělené části statku čísla 9 zřízena expozitura hubenovské školy. V roce 1905 se škola osamostatnila – byla postavena budova školy čísla 13 – z ní jsou dochovány první snímky stavby. To však byla škola německá, protože v obci bylo 241 obyvatel, 200 Němců a jen 41 Čechů. I po první světové válce zůstala škola i obecní úřad v rukou Němců, proto byla v roce 1919 v soukromé usedlosti čísla 20, u Kerbalů, zřízena první česká škola s českým učitelem. Třída byla velká 5x4, 5x2,4 metrů a měla 34 až 38 žáků, vedle bydlel i učitel. V roce 1923 byla česká škola přestěhována do čísla 13. V roce 1921 byla v obci zřízena první česká knihovna, knihovníkem byl Václav Novák z č. 20.
Od roku 1869 byla osadou Hubenova, Ježená a Hubenov tak tvořily původně jednu politickou obec, a to až do roku 1912, kdy došlo k rozdělení. V roce 1847 měla obec 166 obyvatel, převážně Němců, v roce 1900 zde žilo 241 obyvatel, z toho jen 41 Čechů. V obecních volbách v roce 1919 se dostalo poprvé do zastupitelstva pět Čechů, do obecní rady dva a Alois Bína z čísla 16 se stal náměstkem starosty. Zásluhou Jednoty pošumavské, jejíž pomocí se stavěly od roku 1923 v obci domky pro Čechy za podpory starousedlíků, bylo v roce 1930 v obci už 175 Čechů a jen 71 Němců. V komunálních volbách roku 1923 získali Češi sedm mandátů a Němci, kteří kandidovali za německé agrárníky jen pět mandátů. Prvním českým starostou se tehdy stal Rudolf Hlaváček z čísla 1, kterému byla po zranění v první světové válce v 19 letech amputována celá noha. V roce 1927 se stal starostou Alois Bína z čísla 16 a v letech 1938–1939 Antonín Hlaváček z čísla 1. V roce 1934 byl do obce zaveden telefon a 7. srpna 1937 se v obci poprvé rozsvítilo elektrické světlo.

## Přírodní poměry
Ježená leží v okrese Jihlava v Kraji Vysočina. Nachází se 2 km jižně od Jiřína, 3 km západně od Vyskytné nad Jihlavou, 3 km severozápadně od Hubenova a 2,5 km severovýchodně od Dušejova. Geomorfologicky je oblast součástí Křemešnické vrchoviny a jejího podcelku Humpolecká vrchovina, v jejíž rámci spadá pod geomorfologický okrsek Vyskytenská pahorkatina. Průměrná nadmořská výška činí 552 metrů. Obcí protéká Maršovský potok. V severní části obce ve svahu nad účelovou komunikací roste památná 29metrová lípa srdčitá zvaná „Lípa u Smrčků“, jejíž stáří bylo v roce 2009 odhadováno na 160 let. Severozápadně od vesnice do katastrálního území Ježená zasahuje přírodní památka U Šeredů.

## Obyvatelstvo
Podle sčítání 1921 zde žilo v 31 domech 219 obyvatel, z nichž bylo 111 žen. 124 obyvatel se hlásilo k československé národnosti, 93 k německé. Žilo zde 218 římských katolíků.
| Rok            | 1869 | 1880 | 1890 | 1900 | 1910 | 1921 | 1930 | 1950 | 1961 | 1970 | 1980 | 1991 | 2001 | 2011 | 2021 |
| -------------- | ---- | ---- | ---- | ---- | ---- | ---- | ---- | ---- | ---- | ---- | ---- | ---- | ---- | ---- | ---- |
| Počet obyvatel | 223  | 223  | 238  | 232  | 218  | 219  | 246  | 158  | 160  | 132  | 107  | 100  | 104  | 104  | 112  |
| Počet domů     | 28   | 25   | 24   | 26   | 25   | 31   | 34   | 40   | 32   | 32   | 30   | 34   | 37   | 42   | 46   |

## Obecní správa a politika
Ježená je členem Mikroregionu Dušejovsko a místní akční skupiny Třešťsko.
Obec má pětičlenné zastupitelstvo, v jehož čele stojí starosta Ondřej Šťastný.
| Období    | Voliči | Účast v % | Mandáty | Výsledky           | Starosta                      |
| --------- | ------ | --------- | ------- | ------------------ | ----------------------------- |
| 2002–2006 | 81     | 83,95     | 7       | 7 Nezávislá Ježená | Miroslav Brávek               |
| 2006–2010 | 81     | 69,14     | 7       | 7 SNK Za Ježenou   | Miroslav Brávek Petr Červinka |
| 2010–2014 | 96     | 86,46     | 5       |                    | Petr Červinka                 |
| 2014–2018 | 105    | 78,10     | 5       | 5 SNK Ježená       | Petr Červinka                 |

## Hospodářství a doprava
V obci sídlí firma NOVOPLYN Pacov, dále pak truhlářství, instalatérství a autorizovaný servis a dodávky zařízení stomatologických ordinací Červinka. Obcí prochází silnice III. třídy č. 01945 z Dušejova. Dopravní obslužnost zajišťují dopravci ICOM transport, . Autobusy jezdí ve směrech Praha, Pelhřimov, Jihlava, Vlašim, Černovice, Opatov, Čechtice, Nový Rychnov, Hojkov, Vyskytná a Čejkov. Obcí prochází žlutě značená turistická trasa z Mirošova do Jiřína.

## Školství, kultura a sport
Místní děti dojíždějí do základní školy v Dušejově. Působí zde Sbor dobrovolných hasičů Ježená. Místní knihovna spadá pod Městskou knihovnu Jihlava.